# Giorno dell'indipendenza della Repubblica del Kazakistan
Il Giorno dell'indipendenza della Repubblica del Kazakistan (in kazako Қазақстан Республикасының Тәуелсіздік күні?) è la festa nazionale della Repubblica del Kazakistan.
Essa si celebra il 16 dicembre e commemora l'indipendenza del Kazakistan dall'URSS e l'istituzione della Repubblica, nel 1991.
Questa ricorrenza nazionale viene anche detta Giorno della Repubblica.
Padre dell'indipendenza fu il politico kazako Nursultan Nazarbaev, che ha dato sviluppo economico e culturale al suo Paese.
Padre di una coscienza nazionale e identità culturale della nazione fu il poeta Abaj Kunanbaev, il creatore della letteratura kazaka, ancora oggi molto celebrato nel paese anche durante la Festa per l'indipendenza.